# Tiopirílio
Tiopirílio é um cátion com a fórmula química C5H5S+. É um análogo ao cátion pirílio com o átomo de oxigênio substituído por um átomo de enxofre.
Sais de tiopirílio são menos reativos que os sais de pirílio análogos devido a menor eletronegatividade do átomo de enxofre. Entre os 6 membros insaturados heterocíclicos calcogênicos, o tiopirílio é o mais aromático, devido ao enxofre ter a mesma eletronegatividade de Pauling que o carbono e apenas um pouco maior raio covalente.
Os sais de tiopirílio podem ser sintetizados pela abstração de hidrogênio do tiopirano por um aceptor íon hidreto, tal como o perclorato de tritila.
Os análogos tiopirílio de sais pirílio 2,4,6-trisubstituídos podem ser sintetizados pelo tratamento com sulfeto de sódio seguido por precipitação com ácido. Esta reação causa que o átomo de oxigênio no cátion pirílio seja substituído pelo enxofre.